# Георг Рікей
Георг Йоганнес Рікей (нім. Georg Johannes Rickhey; 25 серпня 1898, Гільдесгайм — 1966) — німецький інженер, доктор інженерних наук. Кавалер Лицарського хреста Хреста Воєнних заслуг.

## Біографія
В жовтні 1931 року вступив в НСДАП (квиток №664 050). В 1940 році очолив обласне технічне управління в Ессені. З початку 1942 року працював в Імперському міністерстві озброєнь та боєприпасів, в тому ж році перейшов в машинобудівну компанію Demag і став менеджером ради директорів. З квітня 1944 року виконував обов'язки генерального директора Mittelwerk GmbH в концтаборі Дора-Міттельбау. В травні 1945 року заарештований американськими військами і був доставлений на авіабазу Райт-Паттерсон в рамках операції «Скріпка». В 1947 році повернувся в Німеччину як обвинувачений на процесі Дахау-Дора, який проходив з 7 серпня по 30 грудня 1947 року. Рікей був виправданий і повернувся в Райт-Паттерсон. Про подальше життя Рікея нічого не відомо.

## Нагороди
- Хрест Воєнних заслуг 2-го і 1-го класу
- Лицарський хрест Хреста Воєнних заслуг (1944)[1]